# Ian McElhinney
Ian McElhinney (Belfast, 19 de agosto de 1948) es un actor y director de cine de Irlanda del Norte.

## Biografía

### Carrera
Ha aparecido en muchas series de televisión en una carrera de más de treinta años; sus trabajos más notables fueron en las series Taggart, Hornblower, Cold Feet y Los Tudor. Su papel más conocido es el de Ser Barristan Selmy en la serie de HBO, Game of Thrones.

### Vida personal
McElhinney está casado con la dramaturga y actriz Marie Jones, con la que tiene tres hijos. La pareja tiene su propia compañía, Rathmore Productions Ltd.

## Filmografía
| Año             | Título                               | Rol                         | Notas                                                                        |
| --------------- | ------------------------------------ | --------------------------- | ---------------------------------------------------------------------------- |
| 1981            | Cowboys                              |                             | Telefilme                                                                    |
| 1982            | BBC2 Playhouse                       | Mousey                      | Episodio: "Potatohead Blues"                                                 |
| 1982            | Angel                                | Groom                       |                                                                              |
| 1984            | After You've Gone                    |                             | Telefilme                                                                    |
| 1984            | Brond                                |                             |                                                                              |
| 1984            | Anne Devlin                          | Maj Sirr                    |                                                                              |
| 1985            | Acceptable Levels                    | Andy                        |                                                                              |
| 1985            | Lamb                                 | Maguire                     |                                                                              |
| 1986            | The End of the World Man             | Arquitecto                  |                                                                              |
| 1986            | Screen Two                           | Damien/ Inspector McBride   | Episodios: "Shergar"/ "Naming the Names"                                     |
| 1987            | The Rockingham Shoot                 | John Reilly                 | Telefilme                                                                    |
| 1987            | Lapsed Catholics                     | Derek O'Gorman              | Telefilme                                                                    |
| 1987            | First Sight                          | Joe                         | Episodio: "The Last of a Dyin' Race"                                         |
| 1987            | A Prayer for the Dying               | Lodger                      |                                                                              |
| 1988            | Wipe Out                             | Max Raines                  | Miniserie (Episodios 1–5)                                                    |
| 1989            | Reefer and the Model                 | Reefer                      |                                                                              |
| 1990            | The Grasscutter                      | Brian Devlin                |                                                                              |
| 1990            | Shoot to Kill                        | Trevor Forbes               | Telefilme                                                                    |
| 1990            | Agenda oculta                        | Jack Cunningham             |                                                                              |
| 1990            | Fools of Fortune                     | Extraño                     |                                                                              |
| 1990            | 4 Play                               | Eddie/ McQuire              | Episodios: "Valentine Falls"/ "In the Border Country"                        |
| 1991            | Children of the North                | O'Hare                      |                                                                              |
| 1992            | The Playboys                         | Joe Cassidy                 |                                                                              |
| 1992            | The Bill                             | Mickey Felcher              | Episodio: "Trial and Error"                                                  |
| 1992            | Screenplay                           | Reggie Devine               | Episodio: "You, Me & Marley"                                                 |
| 1993            | Spender                              | Flynn                       | Episodio: "Bad Company"                                                      |
| 1993            | Lovejoy                              | Cieran Stow                 | Episodio: "Ducking and Diving"                                               |
| 1993            | Circle of Deceit                     | Padre Fergel                | television film                                                              |
| 1993            | Between the Lines                    | Jefe Supe. Trevor Dunne     | Episodio: "The Great Detective"                                              |
| 1993            | A Woman's Guide to Adultery          | Martin                      |                                                                              |
| 1993            | Taggart                              | Archie Rae / Sean O'Donnell | Episodios: "Death Without Dishonour"/ "Cause and Effect"                     |
| 1994            | Justicia a ciegas                    | Father Malone               |                                                                              |
| 1995            | Beyond Reason                        | Smythe QC                   | Telefilme                                                                    |
| 1995            | Hearts and Minds                     | Alex                        |                                                                              |
| 1995            | Life After Life                      | Gobernador                  | Telefilme                                                                    |
| 1995            | The Pan Loaf                         |                             | Corto                                                                        |
| 1996            | The Boy from Mercury                 | Hermano Dowdall             |                                                                              |
| 1996            | Small Faces                          | Tío Andrew                  |                                                                              |
| 1996            | Michael Collins                      | Belfast Detective           |                                                                              |
| 1996            | Hamlet                               | Barnardo                    |                                                                              |
| 1997            | Silicone Valerie                     |                             | Corto                                                                        |
| 1997            | Wokenwell                            | Sgt. Duncan Bonney          |                                                                              |
| 1997            | This Is the Sea                      | Da Stokes                   |                                                                              |
| 1997            | The Boxer                            | Reggie Bell                 |                                                                              |
| 1998            | Divorcing Jack                       | Alfie Stewart               |                                                                              |
| 1998            | Touch and Go                         | Clive Bevan                 | Telefilme                                                                    |
| 1998            | Hornblower                           | Capt. Hammond               | Episodio: "The Examination for Lieutenant"                                   |
| 1998            | Maisie Raine                         | C.S. Jack Freeman           |                                                                              |
| 1999            | Durango                              | Vestor McCarthy             | Telefilme                                                                    |
| 1999            | A Love Divided                       | Reverendo Hamilton          |                                                                              |
| 1999            | Queer as Folk                        | Clive Jones                 | Episodios: "1.6", "2.1"                                                      |
| 2000            | Queer as Folk 2                      | Clive Jones                 | Telefilme                                                                    |
| 2000            | Borstal Boy                          | Verreker                    |                                                                              |
| 2000            | The King's Wake                      | Aherne (voz)                |                                                                              |
| 2000            | In Defence                           | DCS David Dillne            | Episodio: "No. 1.3"                                                          |
| 2001            | Hornblower                           | Capt. Hammond               | Episodios: "Mutiny" and "Retribution"                                        |
| 2001            | Mapmaker                             | Inspector Devlin            |                                                                              |
| 2002            | No Tears                             | Padraig McFadden            | Miniserie                                                                    |
| 2003            | Murphy's Law                         | Fulton                      | Episodio: "Manic Munday"                                                     |
| 2003            | Hornblower                           | Capt. Hammond               | Episodio: "Loyalty"                                                          |
| 2003            | Holby City                           | Brian Chapman               | Episodio: "For Better, for Worse"                                            |
| 2003            | Cold Feet                            | Bill Williams               | Temporada 5                                                                  |
| 2003            | Doctors                              | Howard Brackley             | Episodio: "Faking the Dead"                                                  |
| 2003            | The Clinic                           | Joseph McGarry              | Episodios: "1.2", "1.3", "1.4", "1.7" and "1.8"                              |
| 2004            | Omagh                                | Stanley McCombe             | Telefilme                                                                    |
| 2005            | Pure Mule                            | Harry Kilroy                | Episodio: "Kevin's Weekend"                                                  |
| 2006            | The Front Line                       | Mikey                       |                                                                              |
| 2007            | Rough Diamond                        | Tim Regan                   | Episodios: "1.2" and "1.6"                                                   |
| 2007            | Los Tudor                            | Papa Clemente VII           | Episodio: "Message to the Emperor"                                           |
| 2007            | Casualty                             | Robert Finch                | Episodio: "Communion"                                                        |
| 2007            | Closing the Ring                     | Cathal Thomas               |                                                                              |
| 2007            | Single-Handed                        | Ex-Sargento Gerry Driscoll  | Episodios: "Home Part 1 & 2" and "Stolen Child Part 1 & 2"                   |
| 2008            | Fairy Tales                          | Vicecanciller Ralph Graham  | Episodio: "Cinderella"                                                       |
| 2008            | Clay                                 | Padre O'Mahoney             | Telefilme                                                                    |
| 2008            | Of Best Intentions                   | Thomas Midgely              | Corto                                                                        |
| 2008            | Last Man Hanging                     | Narrador                    | Telefilme                                                                    |
| 2008            | City of Ember                        | Constructor                 |                                                                              |
| 2008            | Little Dorrit                        | Mr. Clennam                 | Episodios: "1.1" and "1.13"                                                  |
| 2009            | A Shine of Rainbows                  | Padre Doyle                 |                                                                              |
| 2009            | Swansong: Story of Occi Byrne        | Skip                        |                                                                              |
| 2009            | Triage                               | Ivan                        |                                                                              |
| 2009            | Scapegoat                            | H. A. McVeigh QC            | Telefilme                                                                    |
| 2010            | New Tricks                           | Fintan MacEntee             | Episodio: "Coming Out Ball"                                                  |
| 2010            | An Old Fashioned Christmas           | Sean Bassett                | Telefilme                                                                    |
| 2010            | Leap Year                            | Cura                        |                                                                              |
| 2011            | Bittersweet                          | Padre                       | Video corto                                                                  |
| 2011            | Brendan Smyth: Betrayal of Trust     | Abbot Smith                 | Telefilme                                                                    |
| 2011            | The Sea                              | Alfred Blunden              |                                                                              |
| 2011, 2013-2015 | Game of Thrones                      | Ser Barristan Selmy         | 25 episodios                                                                 |
| 2012–2014       | Ripper Street                        | Theodore P. Swift           | 3 episodios                                                                  |
| 2013-2014       | The Fall                             | Morgan Monroe               | 4 episodios (protagonista) Episodio: "These Troublesome Disguise" (invitado) |
| 2014            | Quirke                               | Bill Latimer                | Episodio: "Elegy For April"                                                  |
| 2015            | A Patch of Fog                       | Freddie Clarke              |                                                                              |
| 2016            | Rogue One: una historia de Star Wars | General Dodonna             |                                                                              |
| 2017            | Bad Day For The Cut                  | Eamon                       |                                                                              |
| 2017            | Redwater                             | Lance Byrne                 |                                                                              |
| 2017            | Zoo                                  |                             |                                                                              |
| 2018            | Derry Girls                          | Abuelo Joe                  |                                                                              |
| 2020            | Doctor Who                           | Ko Sharmus                  | Episodios: "Ascension of the Cybermen" y "The Timeless Children"             |
| 2023            | The Last Rifleman                    | Tom Malcolmson              |                                                                              |